# Transpersonální psychologie
Transpersonální psychologie je psychologický směr zabývající se transpersonálními, transcendentními nebo spirituálními aspekty lidské zkušenosti. Pokouší se sjednotit moderní psychologickou teorii s poznatky různých forem mystiky. Hlavními zakladateli a teoretiky transpersonální psychologie byli a jsou Stanislav Grof, Christina Grof, Frances Vaughan, Roger Walsh, Abraham Maslow, Ronald David Laing, Charles Tart, Anthony Suttich, Roberto Assagioli a Ken Wilber. Za předchůdce transpersonální psychologie je považován Carl Jung.
Tento směr je však častým terčem kritiky a jeho zakladatel Stanislav Grof je také nositelem dvou bludných balvanů, cen udělovaných Českým klubem skeptiků Sisyfos za pseudovědeckou činnost.

## Základy transpersonální psychologie
Transpersonální psychologie se objevila v sedmdesátých letech 20. století mezi mnoha dalšími psychologickými směry v západní psychologii po ústupu behaviorismu, psychoanalýzy či humanistické psychologii jako dominujících směrů. Tento přístup se zabývá možnostmi rozšiřování vědomí, modely zdraví, meditacemi, psychoterapií a využitím i pro jiné obory.
Transpersonalisté uvádějí[zdroj?], že ostatní psychologické směry (takové jako je např. behaviorismus, psychoanalýza a humanistická psychologie) chápou člověka z významných, ale též omezených hledisek. Transpersonální vědomí je převyšuje[zdroj?]. Život v pojmech uvedených v psychologii je ukazován jako nedostatek rozvoje člověka nebo nedostatek v uskutečňování možností, které jsou člověku dány[zdroj?]. Transpersonální pojetí vědomí má svoje základy v archaickém, ponorném, skrytém vědomí, které se "vynořuje", prosazuje jako vědomí rozšířené.
Člověk má podle transpersonálních psychologů své já co nejvíce duchovně osvobozovat[zdroj?]. Má rozšiřovat osobní vědomí v transcendentní perspektivě[zdroj?]. Při meditaci je například možno projít následující zkušeností[zdroj?], která představově sjednocuje já s okolním prostředím: 1. tam je světlo, 2. vidím světlo, 3. světlo vidí mne, 4. světlo je ve mně, 5. já jsem světlo.
Na počátku transpersonální psychologie opomíjela svou příbuznost[zdroj?] s mnohým, co spočívá v povaze křesťanství. Místo toho se prosazovala myšlenka, že její prvořadé zdroje tvoří hinduismus a buddhismus. V osmdesátých letech se však více objevuje i orientace typu křesťanské kontemplace. J. Hoskovec, archiv[kde?]

## Terapeutické metody
Transpersonální psychoterapie využívá kromě elementů různých humanistických psychoterapeutických směrů především meditativní techniky, techniky práce se změněnými stavy vědomí (např. holotropní dýchání, psychedelika), jakož i metody práce s tělem (Bodywork), šamanské a jiné spirituální techniky.

## Přínos pro akademickou vědu
Transpersonální psychologie soustředila kromě jiného klinickou pozornost na řadu „psychoreligiózních“ a „psychospirituálních“ problémů. Psychoreligiózní problémy se vztahují k psychologickým konfliktům vznikajícím u lidí zapojených ve víře či praktikách nějaké organizované náboženské instituce (církve). K takovým problémům patří zážitky spojené s konverzí nebo změnou denominace, zintenzivněním náboženské víry nebo praktik, ztrátou víry, a zapojením se nebo naopak odchodem z náboženského hnutí nebo kultu.
Psychospirituální problémy se naproti tomu netýkají organizovaného náboženství. Týkají se obecně vztahu člověka k existenciálním otázkám či otázkám, které transcendují každodenní realitu. K takovým problémům patří psychiatrické komplikace vztahující se ke ztrátě víry, zážitkům blízkosti smrti, mystickým zkušenostem, otevření kundalini, šamanským iniciačním zkušenostem, psychickému otevření, minulým životům, stavům posedlosti, problémům v meditační praxi a odloučení od duchovního učitele.
Stanislav Grof a jeho žena Christina (1989) popisovali proces postupného rozvíjení psycho-spirituálních kategorií v životě člověka termínem „psychospirituální vývoj“. V případech, kdy se tento proces duchovního růstu stane natolik intenzivním, že nad ním jedinec ztrácí kontrolu, může se podle nich zvrátit do tzv. psychospirituální krize. Psychospirituální krize může způsobovat vážné potíže v psychologickém a sociálním fungování člověka, včetně zvládání pracovních povinností. Jako psychospirituální krize mohou být označeny mnohé psychospirituální problémy zmíněné výše (Lukoff et.al, 1998). Kromě psychospirituálních kategorií zmiňovaných Turnerem et.al (1995) a Lukoffem et.al (1998), diskutoval Whitney (1998) možnost chápat také mánii jako jednu z forem psychospirituální krize.
Vzhledem k povaze psychoreligiózních a psychospirituálních problémů, vytvořili transpersonální psychologové počátkem 90. let 20. století návrh nové diagnostické kategorie nazvané „Náboženský nebo spirituální problém“. Tato kategorie byla později zahrnuta do Diagnostického a statistického manuálu duševních poruch (DSM-IV) v kapitole „Další stavy, jež mohou být předmětem klinického zájmu“, kód V62.89 (American Psychiatric Association, 1994; Lu et.al, 1997). Podle teoretiků transpersonální psychologie, svědčí zahrnutí této kategorie o zvyšující se kulturní senzitivitě manuálu a může pomoci podpořit zvýšení porozumění mezi psychiatrií a náboženstvím, resp. spiritualitou (Turner et.al, 1995; Sovatsky, 1998). Konstrukční validita této nové kategorie byla ohodnocena Milsteinem et.al (2000).